# El Rosario kommun, Colombia
El Rosario är en kommun i Colombia.   Den ligger i departementet Nariño, i den sydvästra delen av landet, 500 km sydväst om huvudstaden Bogotá. Antalet invånare är 11 368. Arean är 566 kvadratkilometer.
Terrängen i El Rosario är bergig västerut, men österut är den kuperad.